# 米歐納
米歐納（Milna）是克羅埃西亞的一個村莊，位於斯普利特-達爾馬提亞縣的布拉奇島西側。鎮上有人口833人。村莊的歷史開始於16世紀。